# Rugby Rho
Il Rugby Rho A.S.D. è un club italiano di rugby a 15 di Rho, nella città metropolitana di Milano.
Fondato nel 1947, ha militato per sette anni nella massima divisione del campionato nazionale nella seconda metà degli anni cinquanta, dalla stagione di serie A 1954-55 a quella d'Eccellenza 1960-61.

## Le origini
Nella primavera del 1947 alcuni giocatori provenienti dall'Amatori Milano decisero di fondare una squadra di rugby a Rho; tra essi: Tarcisio Merlini, Giuseppe Zamboni, Ottavio Porta e Anselmo Casati. I primi allenamenti si tennero in via Meda, mentre gli spogliatoi furono concessi dall'Associazione Calcio Meda.
Il primo incontro amichevole venne disputato nel mese di settembre contro l'Amatori al campo Giuriati di Milano, utilizzando le divise da gioco prestate dai milanesi.
Nel 1948 i giocatori decisero d'iscrivere la squadra al campionato propaganda: le maglie vennero acquistate dell'Unione Manifatture, mentre le tute dall'Itala Sport; le prime divise furono a fasce orizzontali rossoblù, successivamente mutate in bianco e rosso, i colori sociali del club. Al termine del campionato 1949-50 la formazione allenata da Orlando Maestri, considerato il primo allenatore dei rhodensi, venne promossa in serie B, la seconda divisione nazionale.

## Cronistoria
| Cronistoria del Rugby Rho |
| --- |
| - 1947 · Fondazione del Rugby Rho - 1947-48 · Attività amatoriali - 1948-49 · Prima Divisione - 1949-50 · in serie C promozione in serie B - 1950-51 · in serie B - 1951-52 · in serie B - 1952-53 · in serie B - 1953-54 · in serie B promozione in serie A - 1954-55 · 7ª in serie A - 1955-56 · 8ª in serie A - 1956-57 · 5ª in serie A girone B - 1957-58 · 6ª in serie A girone A - 1958-59 · 5ª in serie A girone B - 1959-60 · 5ª in serie A girone A - 1960-61 · 8ª in Eccellenza girone A retrocessione in serie B - 1961-62 · in serie B - 1962-63 · in serie B - 1963-64 · in serie B - 1964-65 · in serie B - 1965-66 · in serie B - 1966-67 · in serie B - 1967-68 · in serie B - 1968-69 · in serie B - 1969-70 · in serie B - 1970-71 · in serie B - 1971-72 · in serie B - 1972-73 · in serie B - 1973-74 · in serie B - 1974-75 · in serie B - 1975-76 · in serie B - 1976-77 · in serie B - 1977-78 · in serie B - 1978-79 · in serie B - 1979-80 · in serie B retrocessione in serie C - 1980-81 · in serie C; finali promozione - 1981-82 · in serie C; finali promozione - 1982-83 · in serie C promozione in serie B - 1983-84 · in serie B - 1984-85 · in serie B - 1985-86 · in serie B - 1986-87 · in serie B - 1987-88 · in serie B - 1988-89 · in serie B retrocessione in serie C1 - 1989-90 · in serie C1 - 1990-91 · in serie C2 - 1991-92 · in serie C1 - 1992-93 · in serie C2 - 1993-94 · in serie C2 - 1994-95 · in serie C2 - 1995-96 · in serie C1 - 1996-97 · in serie C1 - 1997-98 · in serie C1 - 1998-99 · in serie C - 1999-2000 · in serie C - 2000-01 · in serie C; finali promozione - 2001-02 · in serie C; finali promozione promozione in serie B - 2002-03 · in serie B - 2003-04 · in serie B retrocessione in serie C - 2004-05 · in serie C - 2005-06 · in serie C - 2006-07 · in serie C - 2007-08 · in serie C - 2008-09 · in serie C - 2009-10 · in serie C Élite - 2010-11 · in serie C Élite - 2011-12 · in serie C Élite - 2012-13 · in serie C - 2013-14 · in serie C - 2014-15 · in serie C Élite - 2015-16 · in serie C1 - 2016-17 · in serie C1 - 2017-18 · in serie C1 - 2018-19 · in serie C1 - 2019-20 · in serie C1 - 2020-21 · in serie C1 - 2021-22 · in serie C1 promozione in serie B - 2022-23 · in serie B |

## Palmarès

### Competizioni nazionali
- Trofei Federali di serie A/B: 2
1961-62, 1970-71[2]

### Competizioni giovanili
- Trofei delle Alpi: 2
Under-16: 2012-13[2]
Under-15: 2005-06[2]